# Dolné Semerovce
Dolné Semerovce és un poble i municipi d'Eslovàquia que es troba a la regió de Nitra, al sud-oest del país.

## Història
La primera menció escrita de la vila es remunta al 1268. El poble de Dolné Semerovce va ser fundat l'any 1260 durant el regnat del rei Bel IV.

## Demografia
| Godina             | 1994 | 2004   | 2014    | 2024   |
| ------------------ | ---- | ------ | ------- | ------ |
| Nombre de persones | 462  | 502    | 555     | 535    |
| Diferència         |      | +8,65% | +10,55% | −3,60% |

| Godina             | 2023 | 2024 |
| ------------------ | ---- | ---- |
| Nombre de persones | 535  | 535  |
| Diferència         |      | +0%  |